# Индустриална политика
Индустриалната политика на общност или държава (на английски: Industrial Policy, абревиатура IP) е насочеността на управленските решения към развитието на промишлеността. 
Най-често индустриалната политика се изразява в протекционизъм в съчетание със субсидиране на индустрията с цел развитието ѝ. През 21 век най-стремителната индустриална политика в света провежда Южна Корея.
Възникването на термина и понятието за индустриална политика е органически свързано с индустриалната революция от втората половина и най-вече края на 18 век.